# 沃夫基夫卡 (克吉奇夫卡區)
49°7′27″N 35°34′54″E / 49.12417°N 35.58167°E
沃夫基夫卡（烏克蘭語：Вовківка），是烏克蘭東部的村莊，隸屬哈爾科夫州的別列斯京區。該村始建於1762年，面積2.81平方公里，海拔高度145米，2001年人口943，人口密度每平方公里335.1人。